# Мускусный илийский усач
Уса́ч му́скусный илийский (лат. Turkaromia pruinosa = Aromia pruinosa) —  вид жуков подсемейства настоящих усачей (Cerambycinae) семейства усачей (Cerambycidae).

## Описание
Длина тела 24—30 мм. Окраска бронзового цвета, надкрылья и часто диск переднеспинки более или менее зеленого цвета, зеленоватые блики также могут быть и на других частях тела.  Иногда усики и ноги могут быть красновато-бурыми (ab. brunnipes)
Характеризуется выраженным развитием волосяного покрова серого или желтовато-серого цвета, нежного, но вполне заметного на всем теле. Голова с хорошо намеченной продольной бороздкой вдоль лба и темени, покрыта мелкой и густой пунктировкой. У самцов  усики  заметно длиннее тела, достигают вершины надкрылий, у самок усики несколько короче тела. Переднеспинка более или менее поперечная, с большими туповатыми боковыми буграми. Надкрылья умеренно сужены к вершине, характеризуются густой морщинистой пунктировкой.

## Ареал
Китай, Казахстан.
На территории Казахстана вид встречается в бассейнах рек Или и Каратала. Населяет тугайные леса.
Является реликтовым видом, сохранившемся в северо-восточной части Джунгарии со времен третичного периода..

## Биология
Жуки встречаются на ивах, в древесине которой вероятно и развиваются их личинки. Время лёта жуков в июле и августе.

## Охрана
Занесен в Красную книгу Казахстана. Повсеместно имеет невысокую численность с резкой тенденцией к уменьшению. Негативное влияние на численность и вымирание локальных популяций оказывает осушение рек, аридиизация речных пойм, регулирование стока рек, пожары в местах обитания вида.